# Maribo Amtskreds
Maribo Amtskreds var en valgkreds i Landsdel Øerne fra 1920 til 1970. I 1971 blev området en del af Storstrøms Amtskreds. Fra 2007 hører området til Sjællands Storkreds.
Amtskredsen bestod af følgende opstillingskredse:
1. Nakskovkredsen.
2. Maribokredsen.
3. Sakskøbingkredsen.
4. Nykøbing Falster-kredsen.
5. Stubbekøbingkredsen.